# Hanák Kolos
Hanák Kolos (Szurdokpüspöki, 1851. augusztus 23. – Gyöngyös, 1923. december 8.) a Magyar Turista Egyesület egyik megalapítója. Az ő irányításával készültek el az első jelzett utak a Mátrában. Javaslatára feltárták az Ágasvár alatti Csörgő-lyuk barlangot. Nevét ma a Hanák Kolos-teljesítménytúra őrzi.

## Élete
Hanák Kolos Szurdokpüspökiben született, s Gyöngyösön végezte az elemi iskolát. Jogot Pozsonyban, Pesten és Egerben tanult.
1872-től Gyöngyösön joggyakornok, majd 1875-ben ügyvédi vizsgát tett, s még ebben az évben meg is nősült. 25 évesen a gyöngyösi Takarék- és Hitelintézet ügyésze lett. A jogászi hivatás mellett sokféle közéleti szerepet is vállalt: egyleteknek és testületeknek volt az alapító tagja.

## Munkássága
1886-tól írásaival is népszerűsítette a Mátrát, majd 1887-ben megalapította a Kárpát Turistaegylet Mátra Osztályát, a mai Magyarország első turistaegyletét. Hosszú évekig az egyesület elnökeként szervezte a mátrai turizmust. Tevékenysége révén út épült Benére (ma Mátrafüred), s ő írta a Mátra első útikalauzát is.
Közben jogi pályája is felfelé ívelt, 1897-ben táblabíróvá nevezték ki, és Pestre költöztek. Néhány évig a Magyar Turistaegylet választmányi tagja, majd 1910-ben visszavonult.
1880-tól abasári földeket vásárolt. 20 év kitartó munkája kellett, hogy ezt a köves, irtásos területet a Mátra lábánál virágzó mintagazdasággá alakítsa.